# Gustavo Malek
Gustavo Malek (Buenos Aires, 19 de marzo de 1929 - Montevideo, 7 de abril de 2015) fue un químico, docente y político argentino, que ocupó el cargo de Ministro de Educación de la Nación Argentina durante la presidencia de Alejandro Agustín Lanusse entre 1971 y 1973.

## Biografía
Nació en Buenos Aires, pero de niño se mudó junto con su familia a Coronel Suárez donde su padre inicialmente instaló una pasteurizadora de leche, para finalmente abrir una zapatería. Vivió parte de su infancia en Hungría, país del que procedían sus padres Agustín Malek y Esther Szana. 
En 1957 se casó con Esther Perramón Fleming, argentina nacida en Bahía Blanca y descendiente de la familia Sarmiento. Con ella tuvo cinco hijos: Alejandro, Marcelo, Patricio, Carolina y Andrés. Además, tuvo nueve nietos. 
Asistió al Colegio Nacional de aquella ciudad, y posteriormente se graduó de Doctor en Química y Licenciado en Ciencias Químicas y Tecnológicas en la Universidad Nacional del Sur en la ciudad de Bahía Blanca. De aquella institución se convirtió en docente e investigador entre 1950 y 1970.
Entre 1968 y 1970 fue Secretario de Estudios de la Universidad Nacional del Sur, y posteriormente rector de aquella en 1971. Abandonó el puesto tras ser designado Ministro de Educación de la Nación. Durante su gestión como ministro se crearon diversas universidades y el Consejo Federal de Educación.
Entre los premios que recibió fue galardonado con la medalla de oro de la Organización de los Estados Iberoamericanos para la Educación, la Ciencia y la Cultura. Fue autor de más de medio centenar de publicaciones científicas y educativas, dictó más de 200 conferencias, siendo parte de no menos de 150 seminarios y simposios relacionados con la educación. El Rotary Club del Uruguay fue una de sus grandes pasiones a lo largo de los años.
Tras su carrera en Argentina, se vinculó a la UNESCO como Coordinador Internacional del Programa Colombia/UNESCO/PNUD, hasta julio de 1976 en que fue designado Director de la Oficina Regional de Ciencia y Tecnología de la UNESCO para América Latina y el Caribe (ROSTLAC) hasta su jubilación en el año 1987.
En Montevideo su trabajo se centró en "apoyar y acompasar los procesos que se estaban desarrollando en los países de la región al tiempo de fortalecer a la Oficina ampliando su rango de acción hacia nuevas áreas de la ciencia" explica la organización.
Su nieto mayor, Juan Marcelo Malek, fue campeón en la categoría Longboard en Surf y entrenó a la selección uruguaya de esa disciplina durante un tiempo. Su nieta, Mariana Malek, es periodista uruguaya y trabajó en varios medios de su país.  
Residió en Montevideo, en el barrio de Carrasco, hasta su muerte. Falleció en Uruguay el 7 de abril de 2015.
Su sobrina, Raquel Malek, siguiendo su legado , fue docente y Directora del I.S.F.D. y T N ro 48 de la ciudad de Coronel Suarez